# Мыло (фильм)
«Мыло» (швед. En Soap) — психологическая драма режиссёра Перниллы Фишер Кристенсен вышедшая на экраны в 2006 году. Фильм с Трине Дюрхольм и Давидом Денсиком в главных ролях рассказывает о бурных отношениях между владелицей салона красоты и трансгендерной женщиной, которая находится в ожидании разрешения от властей на феминизирующую операцию. Снятый с бюджетом в 1,5 миллиона долларов, фильм «Мыло» стал первым полнометражным фильмом Кристенсен.

## Сюжет
Шарлотта, молодая и независимая владелица салона красоты, сумбурно переезжает в первую попавшуюся съёмную квартиру, чтобы поставить точку в тяжёлых отношениях, — её партнёр Кристиан поднимал на неё руку. В новом доме она знакомится с молодым человеком Ульриком, который называет себя Вероникой и ждёт официального разрешения на операцию по феминизации. Вероника находится в крайне сложном финансовом и психологическом состоянии. В один момент она, окончательно отчаявшись, решается на самоубийство, но Шарлотта вовремя находит Веронику и, оказав первую помощь, отправляет в больницу. Собака Вероники, маленькая кудрявая дворняжка по имени Мисс Дейзи, остаётся жить некоторое время у Шарлотты. Вернувшись из больницы, Вероника очень благодарна Шарлотте за помощь и хочет отблагодарить свою спасительницу. Шанс предоставляется скоро: Кристиан, бывший возлюбленный Шарлотты, приходит уговаривать её вернуться к нему, вернуться домой. Но примирения не получается, Кристиан избивает Шарлотту, и только вмешательство Вероники останавливает его. Теперь очередь Вероники заботится о Шарлотте, они сближаются. Между Шарлоттой и Вероникой возникает близость, притяжение и, возможно, любовь.

## В ролях
- Трине Дюрхольм в роли Шарлотты;
- Давид Денсик в роли Вероники;
- Франк Тиль в роли Кристиана[4];
- Эльзебет Стеентофт в роли матери Вероники[5];
- Кристиан Мосбек — голос за кадром

## Отзывы
Фильм «Мыло» Перниллы Фишер Кристенсен получил смешанные отзывы критиков. Некоторые кинокритики отвергали его за малобюджетные постановки и удручающие, депрессивные персонажи, в то время как другие хвалили за причудливые постановки и изобретательные режиссёрские методы Кристенсен. Фильм получил высокую оценку критиков на кинофестивалях. Фильм «Мыло» был номинирован на 15 премий Роберта, включая такие как «Лучший фильм» и «Лучший сценарий», но получил четыре награды: «Лучший актёр», «Лучшая актриса», «Лучший редактор» и «Лучший грим». Фильм «Мыло» получил премию «Бодиль» как лучший датский фильм 2007 года.